# فريدريش كريستوف فورستر
فريدريش كريستوف فورستر (بالألمانية: Friedrich Christoph Förster)‏ (و. 1791 – 1868 م) هو شاعر، ومؤرخ، ومؤلف، وكاتب ألماني، توفي في برلين، عن عمر يناهز 77 عاماً.

## مناصب
تولى منصب مدير متحف.